# 小島孝治
小島 孝治（こじま こうじ、1930年6月29日 - 2014年5月27日）は、大阪府出身のバレーボール指導者で、元バレーボール日本女子代表監督。
クラブチームでは日紡貝塚からユニチカ・フェニックスの監督。長男は歯科医師。

## 経歴

### 四天王寺高校・ユニチカ
関西大学商学部卒業後の1953年、四天王寺高等学校の監督になり、インターハイで3度優勝 して指導者としての名声を高めた。
1965年、大松博文 の後継者として日紡貝塚女子バレーボール部の監督となる。以後、大松監督が築いた日紡貝塚の公式戦175連勝の記録を258まで延ばし、バレーボール日本リーグ（現在のプレミアリーグの前身）では山田重雄監督が率いる日立 との二強を形成し、27回行われたリーグ戦では日立の18回に次ぐ5回の優勝をもたらした。
小島が推進した、相手のアタックを粘り強く拾ってポイントを重ねる「つなぐバレー」は、日本バレーの特徴となった。

### 全日本 第1期
全日本女子の監督も、日本リーグの二大指導者である小島と山田が交代で就任する時期が長く続いた。
1970年、小島は全日本監督に初就任。
1972年、ミュンヘン五輪に参加。東京五輪の金メダルチーム（東洋の魔女）でただ一人残った松村勝美が主将を務め、山下規子・古川牧子・島影せい子・塩川美知子と合わせて5人のユニチカ選手に、日立の生沼スミエやヤシカの岩原豊子・浜恵子などメキシコ五輪の銀メダルメンバーを加えて、大会に臨んだ。しかし、決勝でソ連に敗れ、2大会連続の銀メダルに終わった。なお、小島は前任の大松以上の鬼とも称されるほどのスパルタトレーニングを選手に課しており、ミュンヘン五輪では、現地で練習を見学した女性に「選手虐待」で訴えられるという騒ぎもあった。

### 全日本 第2期
1978年からの第2期では、前回のモントリオール五輪でユニチカからただ一人参加し金メダルメンバーとなった横山樹理をエース兼キャプテンとしてチームの中心に据え、横山やレシーバーの広瀬美代子、セッターの小川かず子など5人のユニチカ所属選手と他チームの選手7人が合同する陣容 で、1980年のモスクワ五輪での日本連覇と自らの雪辱を目指した。
1979年のプレ五輪では優勝したが、日本政府は同五輪のボイコットを決め、金メダル奪回は幻となった。
翌1981年のワールドカップでは、モスクワ五輪代表メンバーを6人残して臨んだが、中国の初優勝を許す銀メダルに終わった。
続く1982年の世界選手権では、初のメダル無し（4位）に終わり、小島は全日本女子監督を退任した。

### 全日本 第3期
1985年、3度目の全日本女子監督就任。同年のワールドカップ と翌1986年の世界選手権で指揮を執ったが、いずれもメダルを逃した。
パワーとスピードが増して攻撃力が向上した「新しいバレーボール」に苦慮する全日本の指揮に苦闘した。世界選手権の終了後は退任し、ユニチカでの指導に専念した。
その後1991年、ワールドカップでは、全日本女子チームの総監督を務めた（監督は米田一典）。

### 全日本 第4期以降
1994年に日本リーグが「Vリーグ」へと改められ、新たな強化策が模索される一方、Vリーグのプロ化を求めた山田重雄が日本バレーボール協会の理事を退任し日立も退社するなど、日本バレーボール界の混乱が続いた1995年、小島は全日本監督へ復帰した。
自チームの佐伯美香 をエースに、同じくユニチカでセッターの中西千枝子を主将に据える一方、山田人脈とされて日立を解雇された後、イタリア経由で帰国した大林素子と吉原知子を再び全日本女子に選んだ。さらに同年のダイエー・オレンジアタッカーズ初優勝に貢献した山内美加や日立残留組の多治見麻子などを起用する「オールジャパン」編成を組んでワールドカップに臨んだ。しかし結果は6勝3敗で12チーム中6位に終わり、アトランタ五輪の出場権を逃した。小島はこの大会後に監督を辞任。
1996年に行われた同五輪の世界最終予選では、日本バレーボール協会の強化本部長として、ユニチカで自分の下でコーチを務めていた吉田国昭を監督に据え、同五輪の出場権を獲得。しかし本大会では9位に終わり、入賞すら逃す史上最悪の結果となった。
その後も小島は強化本部長・選手団長に留まり、次の全日本監督の葛和伸元を支えた。しかし、ユニチカからは熊前知加子 が参加していた全日本女子は2000年6月にシドニー五輪最終予選で敗退。初めて五輪出場権を逃した。
同年7月、ユニチカ経営陣がフェニックス（女子バレーボール部）の休部を決めると、小島は引受先探しに追われた。
8月、東レがフェニックスの全体移籍に同意して東レアローズとなり、日紡貝塚・ユニチカとしての歴史は1954年からの46年間で終了した。
小島は強化の一線からは退いたが、その後は近畿バレーボール連盟の会長を務めた。
2014年5月27日午前0時15分、肺炎のため大阪市内の病院で死去。83歳没。

### バレーボール以外の活動
知名度も高い小島は、バレーボール以外の社会活動にも参加している。教育委員として奈良市で4年、続いて1996年からは大阪市で8年務め、2004年には大阪市民文化功労賞を受賞。大阪市スポーツ顧問、おおさかシニアネット理事長、大阪スポーツマンクラブ会長なども務めた。

### 著書
- 『監督と選手』（日本文化出版）1973年
- 『伸びる人間の条件―心で人を育てて40年 情熱の指導術』（日刊スポーツ出版社）1990年